# Breu Branco
Breu Branco é um município brasileiro do estado do Pará, pertencente à mesorregião do Sudeste Paraense e microrregião de Tucuruí. Localiza-se no norte brasileiro, a uma latitude 04º04'04" sul e longitude 49º38'13" oeste.

## Geografia
Localizado a uma latitude 04º04'04" sul e longitude 49º38'13" oeste, estando a uma altitude de 111 metros acima do nível do mar. O município possui uma população estimada de 61 222 mil habitantes, distribuídos em 3 941,911 km² de extensão territorial.

## Etimologia
O nome Breu Branco tem origem devido a abundância de uma árvore chamada Faveiro, que havia nas proximidades do assentamento original de Breu Branco (atualmente submerso). Desta árvore se extraía um líquido branco que com o passar do tempo adquiria a consistência do breu, tornando se uma resina.

## História
O surgimento do atual município de Breu Branco relaciona-se com a construção da hidroelétrica de Tucuruí. Existente como vilarejo desde a década de 1900, ganhou a configuração atual no ano de 1980, quando foram remanejados os habitantes do antigo vilarejo. O assentamento do "Breu Velho" (como é popularmente chamada a antiga vila de Breu Branco) foi submerso pelo lago da hidroelétrica.
O Breu Velho localizava-se entre a antiga vila de Jatobal (também submersa pelo lago) e a cidade de Tucuruí. Era um povoado com aproximadamente 400 casas construídas em terrenos arenosos e no estilo palafita. Seus moradores comercializavam principalmente a Castanha-do-Pará, que abastecia tanto o mercado interno quanto o externo. A produção era escoada principalmente pela Ferrovia Tocantins e logo depois pelo rio Tocantins.

### Colonização
A colonização da antiga vila de Breu Branco iniciou-se com a construção da Estrada de Ferro Tocantins (EFT). Esta ferrovia foi construída para transpor os trechos com corredeiras e cachoeiras do rio Tocantins (corredeiras do Itaboca) entre Marabá e Alcobaça (atual Tucuruí), fazendo o transporte de passageiros e cargas de caucho e castanha-do-brasil.
Em 1905 foram iniciadas as obras desta ferrovia, e em 1907 a ferrovia alcançava a área de Breu Velho. Foi montado um canteiro de obras no local. Foi deste canteiro de obras, que servia como acampamento base para as obras de extensão e manutenção da ferrovia, que surgiu a vila de Breu Velho. 
Com a conclusão do primeiro trecho da ferrovia, e o início das operações desta em 1908, Breu Velho ganha destaque como entreposto logístico. Vários imigrantes maranhenses e goianos dirigiram-se para a vila de trabalhadores da ferrovia (canteiro de obras), e instalaram-se nesta à procura de oportunidades econômicas. Os imigrantes que se dirigiam para a vila, desenvolveram atividades extrativistas (extração de castanha e caucho), de transporte, e de comércio.

### Declaração de Marabá (1908)
A recém-formada vila de Breu Velho acabou envolvendo-se nos acontecimentos que levaram a anexação do sudeste do Pará ao estado do Goiás em 1908. Os líderes do vilarejo se uniram aos líderes de Marabá, Conceição do Araguaya e Alcobaça na declaração de emancipação e desligamento formulada em 1808 e protocolada junto ao parlamento goiano. O episódio ocorreu em meio aos conflitos que ocorriam no meio norte brasileiro desde 1907, a segunda revolta de Boa Vista.
O governo goiano reconheceu o documento da "declaração de Marabá", e formalmente anexou a região ao seu estado. Desta forma entre 1908 e 1909 a região permaneceu em litígio, sendo sua posse disputada Grão-Pará e pelo Goiás. O episódio quase desencadeou uma guerra civil na região. A consequência de tais acontecimentos refletiu na organização política da região, que até então era insipiente.
A intenção de Breu Velho para com a proposta de anexação ao Goiás, era a elevação da povoação à categoria de cidade, desligando-se de Baião, que nenhuma assistência fornecia a vila.
Como parte dos acontecimentos, em 1910 os líderes de Breu Velho formularam uma proposta conjunta com os líderes dos principais vilarejos da época (Marabá, Conceição do Araguaya, São João do Araguaya e Alcobaça), de emancipação da região formando uma nova entidade política estadual, o estado do Itacaiúnas. Esta proposta é a precursora do atual projeto do estado do Carajás.

### Paralisação da ferrovia
As obras da ferrovia prosseguiram, com Breu Velho servindo como dormitório e posto de referência para os operários. A vila beneficiou-se sobremaneira com isto, e tornou-se um dos principais centros urbanos da região. Desenvolviam-se atividades comerciais, agrícolas e logísticas diversas, para dar suporte às obras da ferrovia.
Em novembro de 1916 a ferrovia alcançou 82 quilômetros de extensão, chegando a praia da Rainha, paralisando suas obras logo depois. A paralisação afetou economicamente a vila, que já em 1920 resumia-se a uma pequena comunidade de pescadores e extratores de castanha.

### Da década de 1930 a 1973
Em 1932, com a boom da extração da castanha em Marabá e São João, o governo retoma as obras da ferrovia, fazendo primeiramente a manutenção dos trilhos. Breu Velho praticamente ressurgiu com esta nova etapa de expansão da EFT.
Em 1939 a manutenção e restauração dos trilhos é concluída, iniciando-se logo após a ampliação da ferrovia. Em 1944 a ferrovia é finalmente concluída, alcançando 118 km ligando Alcobaça (Tucuruí) a Jatobal. Breu Velho sediava uma das estações da EFT.
Breu se destacava neste período, pois era ao mesmo tempo uma das estações da EFT e o único porto fluvial entre as estações de Tucuruí e Jatobal. Além de entreposto logístico, Breu também concentrava um importante centro comercial entre as vilas de Mestre Leopoldino e Pucuruí, suprindo de produtos agrícolas e extrativistas toda a região.
O decreto de 1969, que determinava a extinção da EFT, representou um duro golpe à vila de Breu Velho. A ferrovia era o principal meio de ligação da vila com os restante do território nacional, além de ser vital para a vida econômica, política e social da população. Em 1973, o trem de passageiros fez a última viagem pela EFT, encerrando definitivamente as operações da ferrovia. Esta teve boa parte de seu leito extinto ou submerso devido a construção do lago da Usina Hidroelétrica de Tucuruí.
A desativação da EFT mergulhou Breu em uma grande crise econômica. O vilarejo perdeu boa parte de sua população, e sua importância regional praticamente desapareceu.

### Desativação do antigo vilarejo

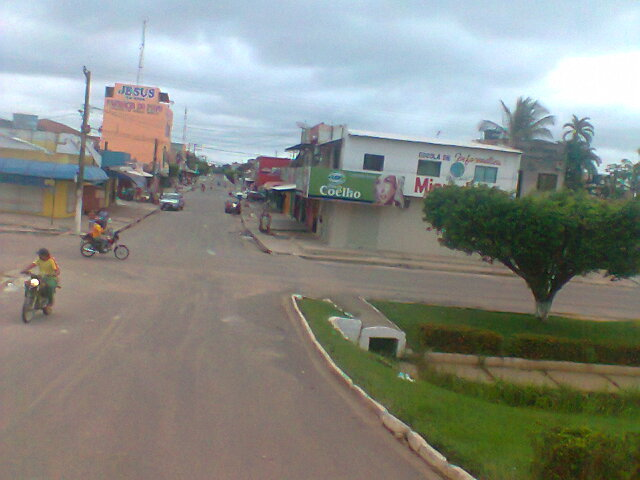
Centro de Breu Branco.

As grandes obras de integração da Amazônia, formuladas desde a década de 1970 foram responsáveis pela configuração atual de Breu Branco. Neste período o sudeste do Pará estava todo envolvido no Projeto Grande Carajás, que dentre outras coisas previa a construção de uma hidroelétrica no rio Tocantins para dar suporte às grandes estruturas minerais que eram montadas na região.
Por volta de 1976, a Rhodia e a Sondotec iniciaram pesquisas de solo em Breu Branco, ao mesmo tempo em que a firma Engevix (empreiteira da Eletronorte) fazia o cadastro patrimonial das famílias da localidade. Breu seria completamente afetada pela construção da hidroelétrica, pois, conforme os estudos técnicos, seu assentamento seria totalmente inundado para dar lugar ao lago da usina.
O governo federal, por intermédio da Eletronorte, ofertou dois sítios para que a população da antiga vila escolhesse onde deveria ser construída a nova vila de Breu Branco. O primeiro sítio situava-se no entroncamento rodoviário da PA-150 com a PA-263, onde atualmente está localizada a cidade de Goianésia. O segundo sítio, escolhido pela maioria dos habitantes de Breu Velho, localizava-se às margens da PA-263, a 12 km da Central Hidroelétrica de Tucuruí, e a 27 km do centro a cidade de Tucuruí.
O processo de transferência das famílias, iniciado em 1980, foi lento e conflituoso. O governo planejava a mudança imediata dos habitantes de Breu Velho, mas os últimos condicionavam a transferência à construção de toda a infraestrutura urbana necessária na nova vila. Em relação aos 21 alqueires de terra prometidos a cada família de Breu Velho, quando a transferência dos moradores foi concluída em 1981, somente 10 alqueires foram disponibilizados.

### Década de 1980 – 2010
Após o estabelecimento da nova vila de Breu Branco, muito imigrantes do Goiás, de Minas Gerais, Maranhão, Piauí, e de outras regiões do sudeste, sul e nordeste do Brasil foram atraídos e convidados pelo governo federal para estabelecerem-se na localidade. Terras foram doadas e uma extensa colonização agropecuária teve lugar no entorno de Breu Branco. Em pouco tempo, a vila com pouco mais de 1000 habitantes cresceu demograficamente, e registrou já no final da década de 1980 mais de 11000 habitantes estabelecidos.
Em 1985 a Associação Comunitária da nova vila de Breu Branco formou a "Comissão de Emancipação de Breu Branco". Com as conversações iniciadas, em 1987 Breu Branco e as vilas adjacentes formularam um abaixo-assinado e colheram assinaturas. Rapidamente alcançando o número de assinaturas proposto, enviaram a petição para a Assembleia Legislativa estadual.

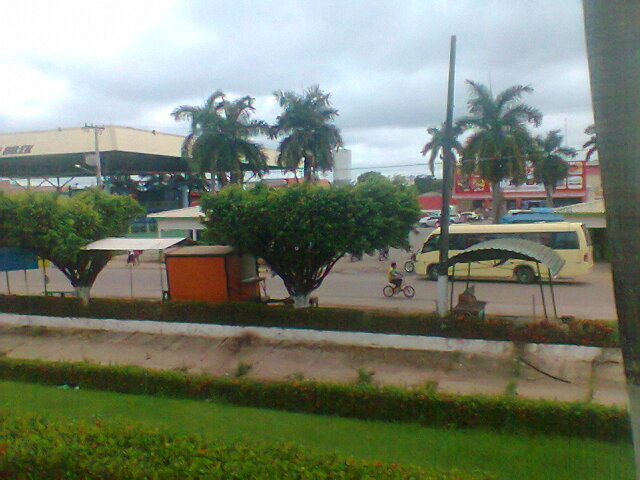
Proximidades do terminal rodoviário de Breu Branco.

Ficou definido a realização de um plebiscito acerca da emancipação, que ocorreu no dia 28 de abril de 1991. No escrutínio 92% dos eleitores que compareceram às urnas manifestaram-se a favor da emancipação. O município foi criado oficialmente pela lei n° 163/91 de 29 de outubro de 1991 com área desmembrada de Tucuruí, Rondon do Pará e Moju.
Nas eleições de 3 de outubro de 1992 a população do município elegeu seu primeiro prefeito, Armenio Barreirinhas, que tomou posse, assim como o primeiro vice-prefeito e a primeira composição do legislativo municipal, em 1° de janeiro de 1993.
Durante as décadas de 1990 e 2000 as atividades econômicas ligadas a agropecuária cresceram vertiginosamente no município. Entretanto, as atividades ligadas à extração e ao beneficiamento de madeira, que foram o grande sustentáculo econômico local durante a década de 1980, praticamente se extinguiram a partir de meados da década de 1990, com o maior rigor da legislação ambiental brasileira, e com a própria exaustão dos recursos vegetais na região.
Em 1988 Breu Branco passou a sediar a única usina de silício da região Norte do Brasil, a Dow Corning Metais. Paralelo a esta unidade fabril, diversas outras empresas instalaram-se em Breu Branco, formando um pequeno parque industrial  e agroindustrial no entorno da cidade. Breu Branco sofreu um verdadeiro boom econômico durante estas duas décadas.

### Fatos recentes
Em 2011 Breu Branco participou ativamente com todo o sudeste do Pará, da consulta plebiscitária que definiu sobre a divisão do estado do Pará. Desde a sua fundação Breu Branco insere-se como parte da proposta do estado do Carajás, tanto que o município é filiado ao principal organismo de luta pela causa na região, a "AMAT Carajás".
Embora a expressiva votação favorável no plebiscito em Breu Branco, tendo alcançado entre a população local mais de 90% de aprovação pela criação do estado do Carajás, o peso da região de Belém se fez maior, e se sobrepôs ao anseio local. Entretanto, mesmo com a derrota na votação, o município continua, juntamente com a região, a pleitear a separação para criação do estado do Carajás.

## Economia
Destacam-se os setores extrativistas mineral (com grande reserva de minério de quartzo que sustenta a Siderúrgica local da "Dow Corning", que é uma gigante americana do "Vale do Silício"), além de grande reserva de areia e seixo que abastece também os municípios vizinhos; e vegetal, sendo que o extrativismo vegetal está em franca decadência por depender de florestas primárias nativas, hoje quase totalmente dizimadas.
A agricultura, a pecuária extensiva, a pesca e o turismo complementam a base econômica do município, que conta também com um comércio diversificado (supermercados, farmácias, lojas de eletrodomésticos, de informática, material de construção, auto peças,vestuário, entre outras). Na área de serviços conta com uma agência do Banco do Brasil, uma agência da Caixa Econômica Federal, uma agência do Banpará e correspondente  bancário do Bradesco e da, uma casa lotérica, estabelecimentos de ensino fundamental e médio,  e saúde com atendimento de baixa complexidade. Tudo isso tem colocado o Município entre os quarenta maiores PIB's do estado do Pará.[carece de fontes?]